# Миколаївське вище училище фізичної культури
Миколаївське вище училище фізичної культури (МВУФК) — вищий навчальний заклад І рівня акредитації комунальної форми власності розташований у Миколаєві. Здійснює навчання професійних спортсменів та тренерів з багатьох видів спорту.

## Відомі випускники
- Олександр Бєлозеров — академічне веслування
- Микола Гуцаленко — веслування на байдарках і каное
- Сергій Дерев'янченко — бокс
- Валентина Жудіна — біг на 3000 метрів з перешкодами
- Марлен Зморка — велоспорт
- Олег Машкін — бокс
- Олена Мовчан — стрибки на батуті
- Максим Прокопенко — веслування на каное
- Ольга Харлан — фехтування
- Олена Хомрова — фехтування
- Алла Цупер — фристайл

## Відомі викладачі
- Матвєєв Олександр Миколайович — український тренер з веслування на байдарках і каное, заслужений тренер СРСР, заступник директора з навчальної роботи (1990—1999).
- Сімонов Олександр Геннадійович — вчитель відділення веслування на байдарках і каное.
- Раєвський Віталій Євгенович — український спортсмен в академічному веслуванні, майстер спорту СРСР міжнародного класу, заслужений тренер України, вчитель відділення академічного веслування.

## Структура училища
- Вище училище фізичної культури І рівня акредитації (рівень підготовки — молодший спеціаліст)
- Ліцей спортивного профілю для учній 8-11 класів

## Контакти
- Адреса: Миколаїв, вул. Погранична, 41